# Sirmij
Sirmij (lat. Sirmium) je današnja Srijemska Mitrovica, a bila antički grad rimske provincije Panonije. 

## Povijest
Sirmij je bio prvobitno grad ilirsko-panonskih plemena, koje su poslije potisnuli keltski Skordisci i od ovog naselja napravili oppidum. Rim ga je osvojio u 1. stoljeću naše ere. 
Spominje se u ustanku dvaju Batona 6. – 9. kao rimsko vojno uporište, ali prava rimska vlast je od 34. godine. Već u istom stoljeću za vladavine Flavijevaca stekao je status kolonije. Važnost Sirmija u Rimskom Carstvu je sve više rasla. Bio je gospodarsko središte Panonije. Godine 279. car Dioklecijan reformira Carstvo i Sirmij je postao glavnim gradom provincije Druge Panonije (Panonnia Secunda). Sredinom 3. stoljeća Sirmij ima kršćansku zajednicu. Važnost mu je opet narasla u doba tetrarhije (četverovlađa), kad je jedan od četiri prijestolnice Rimskog Carstva.  Bio je prijestolnica rimskog cara Galerija, koji je vladao Ilirikom s Makedonijom i Grčkom. Pred propast Zapadnorimskoga Carstva Sirmijem oko 450. vladaju Huni, Langobardi, Gepidi, Istočni Goti i od 535. Bizantsko Carstvo koje vlada njime do 582. godine, nakon trogodišnje opsade Avara i Slavena koji su opkolili grad 579. godine. Grad se nakon toliko godina opsade predao Avarima 582. godine. Avari i Slaveni razorili su osvojeni grad. Od starog rimskoga Sirmija sačuvano je nešto ruševina. Preživjeli su u gradu dijelovi obrambenih zidova i kula, ostatci javnih građevina (bazilika, vijećnica), a uz izvangradske ceste nekoliko je nekropola s nadgrobnim spomenicima i kamenim sarkofazima. Na mjestu srušenog grada razvilo se srednjovjekovno naselje koje je bilo u sastavu Avarskoga kaganata.

## Galerija
- Carska palača u Sirmiju
- Maketa Sirmija
- Rimski lavovi u Sirmiju
- Trkač sa sirmijskog hipodroma, slika
- Ostatci Sirmija
- Sirmijska moneta s prikazom cara Julijana II. 360.-363.
- Kaciga iz Berkasova
- Kaciga iz Jarka

## Vanjske poveznice
- Carska palača  Arhivirana inačica izvorne stranice od 6. veljače 2016. (Wayback Machine) (srp.)
- Galerija  Arhivirana inačica izvorne stranice od 8. rujna 2010. (Wayback Machine) (srp.)
- Sirmium  Arhivirana inačica izvorne stranice od 15. ožujka 2022. (Wayback Machine) (srp.)
- Južna Panonija tijekom doba Velikih seoba naroda